# المجمي
المكمي أو المچ‍مي منطقة عراقية في ناحية النخيب في جنوب محافظة الأنبار غرب العراق، فيها ثلاث آبار لعشائر البادية العراقية، كان اثنان منها مطمورتان حتى سنة 1949، وبئر واحدة ماؤها غزير، عمقها بين 50 باعاً و55. وحتى سنة 1953 كان بين النخيب والمجمي طريق تسلكه القوافل والسيارات.